# Керкаф
Керкаф (др.-греч. Κέρκαφος) — один из Гелиадов. Сын Гелиоса и Роды. Женился на Кидиппе, дочери своего брата Охима, и унаследовал царство. Отец Линда, Иалиса и Камира, чьи имена носили три города на Родосе. Когда женился, вынужден был бежать с острова, и вернулся, когда его брат состарился.